# Bords de Vienne
Les Bords de Vienne sont les espaces verts qui s'étendent sur les rives de la Vienne le long de sa traversée de la commune de Limoges (Haute-Vienne). Il s'agit d'une coulée verte progressivement aménagée en promenade publique par la ville de Limoges qui a tiré profit d'une topographie isolant un espace relativement arboré, restant tout de même un entre-deux coupé de l'espace urbain à proprement parler.
Les Bords de Vienne comptent parmi les espaces verts majeurs de la commune, d'autant plus qu'ils communiquent avec d'autres parcs que sont le parc de l'Auzette et les jardins de l'Évêché.
Rive gauche, le cheminement piétonnier s'effectue sans interruption sur environ trois kilomètres de long sur le territoire communal, mais le chemin se prolonge sur la commune de Panazol en amont, jusqu'au niveau du pont de la RD 140, soit cinq kilomètres supplémentaires, donnant un parcours total de huit kilomètres environ d'amont en aval.
Sur la rive droite, le quartier Sainte-Félicité, au niveau du pont Saint-Martial, représente une coupure, laissant 1,2 kilomètre de chemin en aval jusqu'au pont du Clos Moreau, et 1,6 en amont, jusqu'au pont autoroutier. Une partie de cette parenthèse doit être acquise et réaménagée par la ville à partir de 2015, à la suite du rachat, pour un euro symbolique, de terrains appartenant à l'AFPA,.

## Galerie

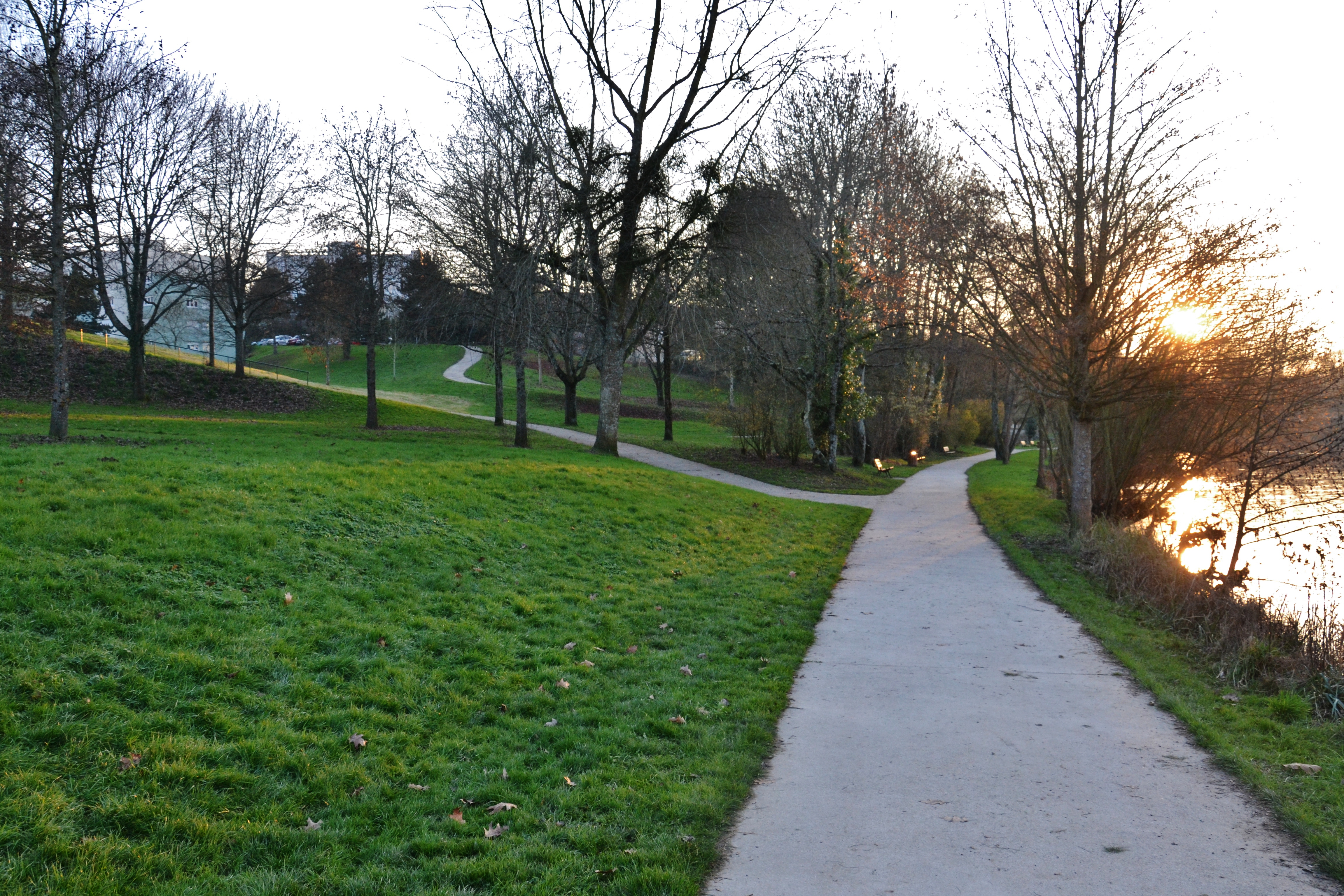
Espace arboré au niveau des Longes (limite Limoges - Panazol)
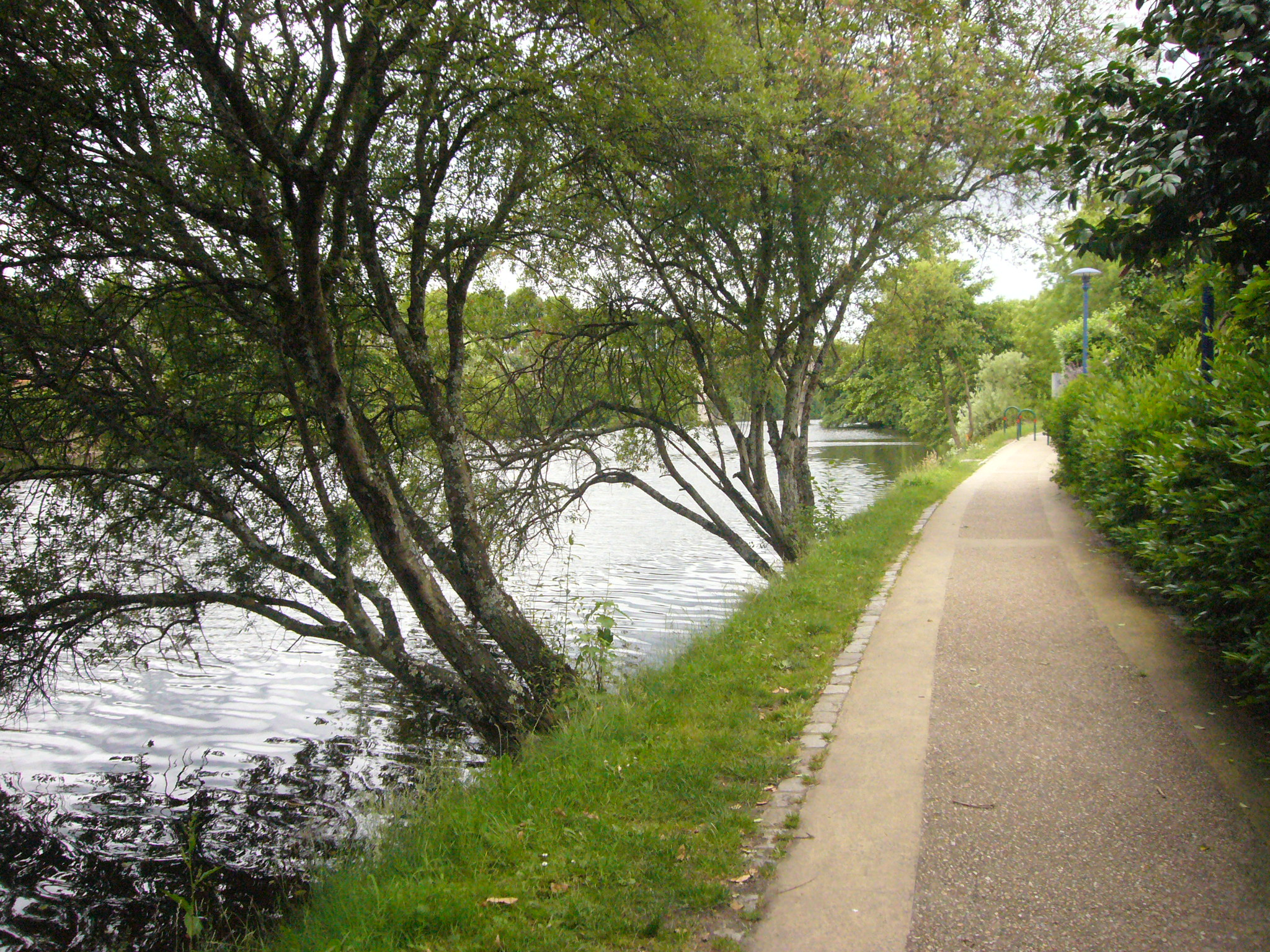
L'allée Ventejol.
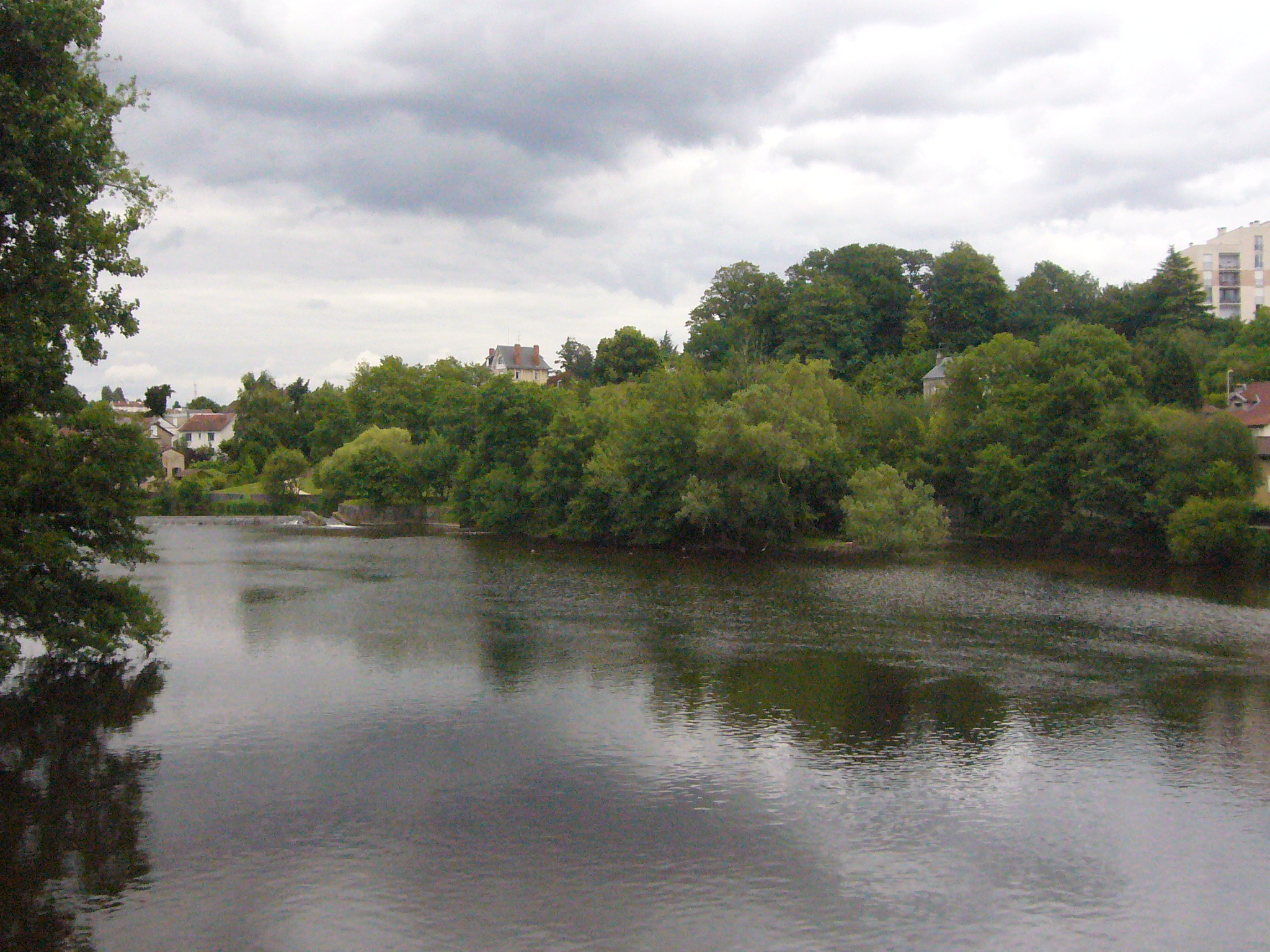
L'île aux Oiseaux.
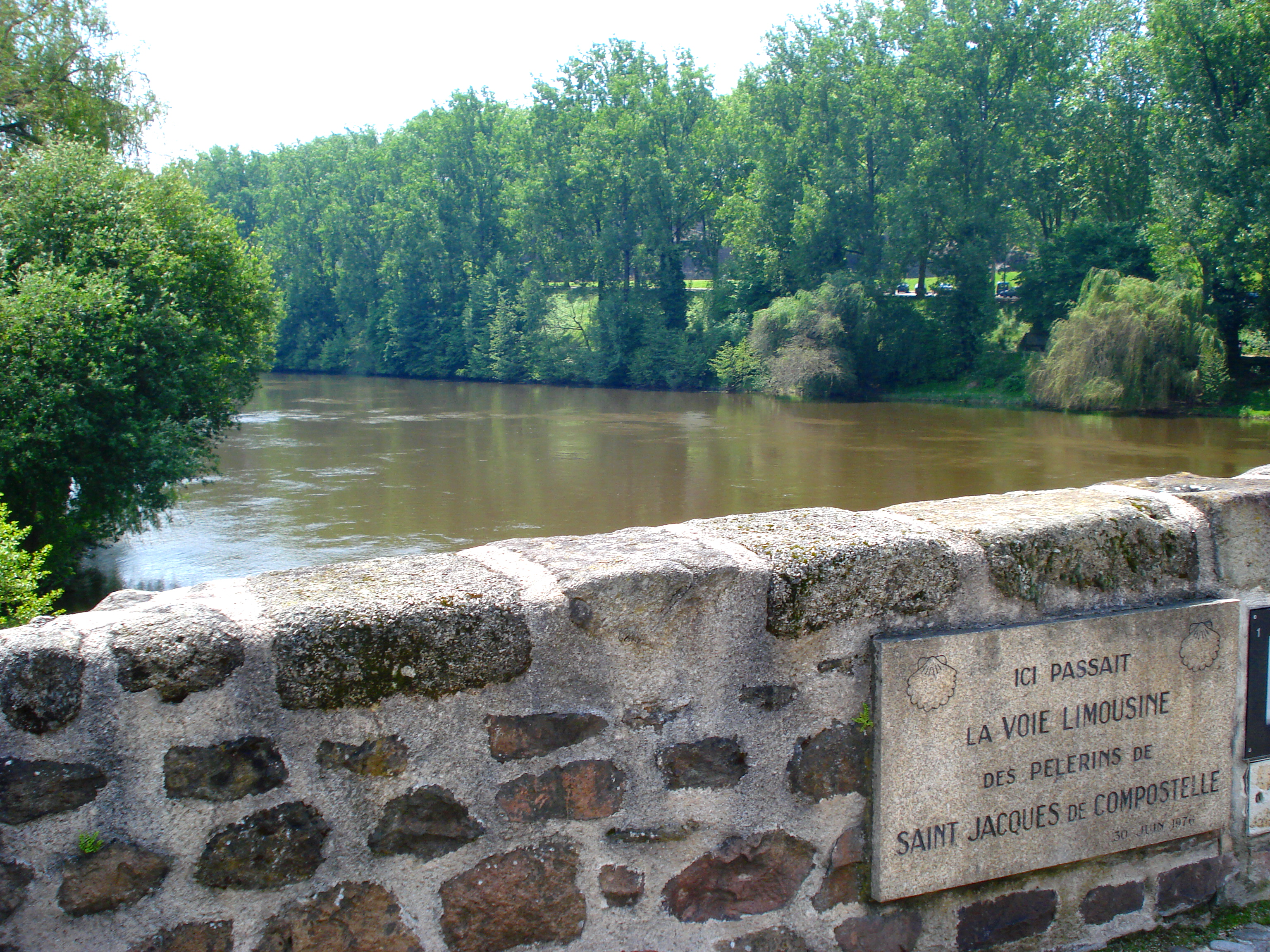
La rive vue du Pont Saint-Étienne.